# Pseudonympha hippia
Pseudonympha hippia är en fjärilsart som beskrevs av Pieter Cramer 1782. Pseudonympha hippia ingår i släktet Pseudonympha och familjen praktfjärilar. Inga underarter finns listade.

## Bildgalleri

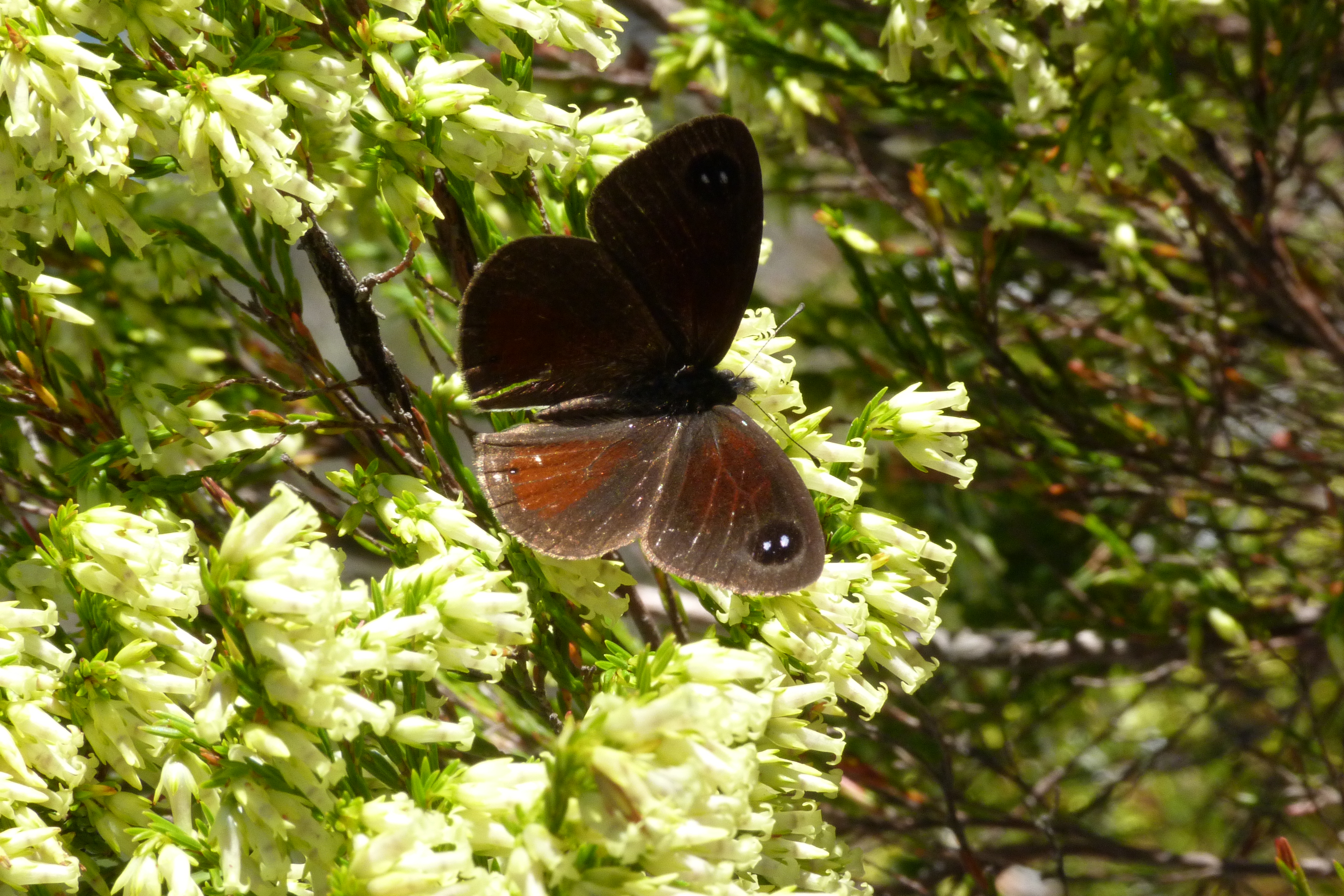